# Unité urbaine de Lagnieu
L'unité urbaine de Lagnieu est une unité urbaine française centrée sur la ville de Lagnieu, treizième ville du département de l'Ain.

## Données générales
En 2022, avec 8 461 habitants, elle représente la 9e unité urbaine dont la ville centre se situe dans le département de l'Ain.

## Composition selon la délimitation de 2020
Les deux communes de cette unité urbaine sont :
| Nom                    | Code Insee | Département | Statut       | Superficie (km2) | Population (dernière pop. légale) | Densité (hab./km2) | Modifier                                    |
| ---------------------- | ---------- | ----------- | ------------ | ---------------- | --------------------------------- | ------------------ | ------------------------------------------- |
| Lagnieu (ville-centre) | 01202      | Ain         | ville-centre | 27,25            | 7 321 (2022)                      | 269                | modifier les données · modifier les données |
| Saint-Sorlin-en-Bugey  | 01386      | Ain         | banlieue     | 9,07             | 1 140 (2022)                      | 126                | modifier les données · modifier les données |